# Bravo Glacier
Bravo Glacier är en glaciär i Antarktis. Den ligger i Sydshetlandsöarna. Argentina, Chile och Storbritannien gör anspråk på området. Bravo Glacier ligger 15 meter över havet.
Terrängen runt Bravo Glacier är kuperad norrut, men österut är den platt. Havet är nära Bravo Glacier söderut. Trakten är glest befolkad. Närmaste befolkade plats är Maldonado Station, 7,4 kilometer norr om Bravo Glacier. 